# (471196) 2010 PK66
(471196) 2010 PK66 est un transneptunien considéré comme cubewano, de magnitude absolue 5,6. 
Son diamètre est estimé à 360 km, ce qui le qualifie comme un candidat au statut de planète naine.